# Vitezometru (aviație)

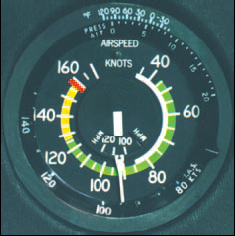
Vitezometru

Vitezometrul (folosit în aviație) este un instrument de bord care indică viteza avionului (sau planorului), față de fileurile de aer (masa de aer), în km/h. 
Fiind un aparat „cu capsulă”, funcționarea sa se bazează pe diferența de presiune dintre presiunea statică și presiunea totală, captată pe o secțiune perpendiculară pe direcția de înaintare a avionului (planorului).
Capsula aparatului este pusă în legătură cu orificiul unui tub (tub Pitot), amplasat în exteriorul aparatului de zbor, paralel cu axa longitudinală, prin care se captează presiunea aerodinamică totală, iar orificiile laterale ale tubului Pitot (de presiune statică) printr-un alt tub sunt puse în legătură cu carcasa etanșă a vitezometrului, deci cu spațiul exterior al capsulei.
Astfel, presiunea statică din exteriorul capsulei va anula (scădea) presiunea statică din presiunea totală aerodinamică, deci capsula se va deforma, numai sub influența presiunii dinamice, care este proporțională cu viteza de înaintare a planorului (avionului). Deformația capsulei este transformată de sistemul de transmisie și indicator, în unități de viteză, adică va indica viteza aparatului de zbor în km/h, față de fileurile de aer (masa de aer), nu viteza fața de sol.